# Lange Meile
La Lange Meile (Homburger Langmeil) è un'antica strada storica, utilizzata già in epoca romana, che conduceva da Francoforte-Preungesheim attraverso il ponte Nidda vicino a Francoforte-Bonames fino a Saalburg . 

## Descrizione e storia
Il Lange Meile è un collegamento, piuttosto rettilineo, che correva in direzione NNWW fino al Taunus. Si trattava probabilmente di un collegamento locale (via vicinalis), che collegava una strada che correva in direzione nord dall'attraversamento del Meno a Domhügel fino a Saalburg, passando per la città romana di Nida-Heddernheim a nord. A ovest di Bad Homburg, si univa alla Saalburgstraße, che conduceva anch'essa alla fortezza.
L'intero tracciato della strada è quasi completamente scomparso dal terreno. Una parte di essa è ancora riconoscibile nelle foto aeree, altri tratti sono ancora oggi utilizzati come strade o sentieri:
- L'inizio fino al vecchio ponte di Nidda è quasi coincidente con la Homburger Landstraße, che oggi si snoda nei pressi alla stazione di Bonames. Tuttavia, il ponte romano si trovava ad est del ponte medievale di Nidda, che fu prosciugato nel corso dell'ultima regolazione di Nidda. 50.170329°N 8.675337°E
- All'incrocio con Elisabethenstraße si presume che in epoca romana esistesse una stazione di sosta e cambio, una mansio,[3], nel Medioevo nelle vicinanze si trovava il castello di Bonames .[4] A Francoforte-Bonames, la Lange Meile è ancora riconoscibile per la sua direzione e per i nomi delle strade Kirchhofsweg e Homburger Hohl nel paesaggio stradale odierno. 50.183954°N 8.664426°E
- Attraverso l'odierna Berner Straße e parallelamente all'autostrada 661, raggiungeva il confine del distretto di Ober-Eschbach; nelle mappe odierne è ancora resigrato con il nome di Lange Meile, che corre lungo il confine sud-occidentale del distretto di Nieder-Eschbacher fino a Kalbach[5]e che si può spesso osservare con le strade romane . 50.213657°N 8.631456°E
- All'ingresso di Bad Homburg, incontra poi l'Europakreisel presso Hohlebrunnen - anche qui conserva ancora il nome di Lange Meile. 50.221456°N 8.628581°E
- A causa dell'attuale sviluppo edilizio, nell'area urbana di Bad Homburg si sono conservate poche tracce; nel distretto di Ober-Eschbach si sospetta che nelle immediate vicinanze vi fosse una stazione di staffetta romana come locanda e stazione di cambio dei cavalli[6] - Georg Wolff era già a conoscenza di diversi edifici e tenute romane a Gonzenheim nel 1913 (Villa rustica nel corridoio "Am Steingritz") - a Kirdorf attraversa il centro storico. 50.241112°N 8.610663°E
- Via Usinger Straße, probabilmente incontrava Saalburg Chaussee, l'attuale B 456, a nord di Carlsbrücke, dove terminava.[1] 50° 15′ 26,9″ N, 8° 35′ 14,7″ O
- Il Lange Meile a Francoforte-Kalbach 50° 11′ 25,2″ N, 8° 38′ 21,7″ O era un ramo medievale del Lange Meile di Homburg che raggiungeva la linea principale all'altezza del campo "Am Hirschsprung" 50° 12′ 33,6″ N, 8° 37′ 53,7″ O.

f1 Cartina con tutte le coordinate della strada:  OSM | WikiMap